# 广益街道 (汕头市)
广益街道是中国广东省汕头市澄海区下辖的一个街道。面积16.32平方公里，户籍人口4万人，下辖11个居委会。

## 行政区划
- 城北居委会、埔美居委会、新乡居委会、华富居委会、峰下居委会、官湖居委会、内陇居委会、北陇居委会、上坑居委会、龙坑居委会、龙田居委会

## 交通
- G324 324国道